# Desirée Sparre-Enger
Desirée Sparre-Enger, conhecida apenas como Bambee (Oslo, 25 de junho de 1976), é uma cantora norueguesa de bubblegum dance. Ela escolheu o nome Bambee como uma referência ao personagem "Bambi" do famoso filme de animação da Disney, já que o formato de seus olhos eram comparáveis ao do personagem. Originalmente, ela considerou usar o nome Bambi, mas alterou a ortografia para evitar problemas de direitos autorais. Algumas de suas canções mais famosas são Bumble Bee, Spaceman, Online, Typical Tropical e seu primeiro single Candy Girl.
Seu primeiro álbum de estreia de bambee "On Ice" foi lançado oficialmente em dezembro de 1999 no Japão e depois na Noruega em abril do ano 2000, aonde alcançou o 33º lugar na VG-Lista. Seu segundo álbum "Fairytales" foi lançado em junho de 2001. Em 2002, um terceiro álbum estava em andamento para o Bambee, mas por razões desconhecidas, possivelmente devido ao declínio das vendas no mercado de bubblegum dance, o álbum foi arquivado. Várias de suas canções mais populares, incluindo "Cowgirl", "17" e "Bumble Bee", apareceram na série Dance Dance Revolution. Ela também disponibilizou suas músicas para In the Groove 2.

## Carreira
Desirée descobriu a maravilha da música pop aos dois anos de idade e manteve o estilo e o glamour da batida pop até hoje. Ao longo de seus anos de escola, Desirée frequentemente iniciou apresentações de alunos com ela mesma nas partes principais. Desirée se apresentou em musicais como The Sound Of Music e Les Miserables, e seu talento como artista continuou a crescer. Ela estava trabalhando para o departamento de jovens de uma estação de rádio nacional quando chegou ao estrelato. Um dia, um produtor perguntou se ela queria cantar o refrão para uma música. Agarrando a oportunidade, "Candy Girl" se tornou o resultado. Ela decidiu lançar a música como single e assinou contrato com a Scandinavian Records. Agora ela precisava de um nome. Entrou em contato com seu amigo e cantor, Shortcut, e eles tinham o nome de Desirée. A primeira coisa que lhe ocorreu foi Bambi. Ela o fez pensar no famoso personagem animal de um veado da Disney, por causa de seus olhos grandes, azuis e inocentes. Des adorou a ideia de Bambi, mas fez uma pequena alteração no Bambee, devido às leis de direitos autorais da Disney.
Ela estava confiante em sua carreira, orgulhosa de sua aparência e feliz com o sucesso que alcançara. Igualmente importante é o toque de auto-ironia que permite Bambee manter a artista nela, fora de sua vida privada. Às vezes é necessário separar os dois, mas uma breve olhada em seu guarda-roupa (semelhante ao estoque de roupas de qualquer teatro importante) faz você duvidar dos esforços dela para mantê-los separados. De qualquer maneira, ela é uma personalidade bem criativa e encantadora, pura, doce e talentosa. Ela gosta de jogar jogos de TV em seu tempo livre e gosta muito de jogar. Isso acontece com tanta frequência que ela toca até tarde da noite. Seu jogo favorito é Resident Evil.

## Estilo próprio
O estilo musical de Bambee é considerado uma dança tradicional de bubblegum. Outros podem descrever sua música como "canções pop puras e simples". Seu primeiro lançamento, On Ice, a estabeleceu como uma cantora com voz de bebê, com os olhos de um gamo. O álbum foi direto para as paradas de vendas e airplay na Escandinávia, seguido por um sucesso impressionante nos mercados da Ásia, Rússia, Oriente Médio e América do Sul. Alguns representantes da mídia fizeram paralelos com a Aqua, que dominava as paradas internacionais na época. Bambee lançou seu segundo álbum, Fairytales, em junho de 2001.

## Discografia

### Álbuns
- 1999: On Ice
- 2001: Fairytales

### Singles
- "Candy Girl" (1997)
- "Bam Bam Bam" (1998)
- "Typical tropical" (1999)
- "You Are My Dream" (1999)
- "Bumble Bee" (2000)
- "17" (2001)
- "Cowgirl" (2001)
- "Watch Out"[4] (2001)

## Ligações Externas
- "Bambee" no Discogs
- "Bambee" no Bubblegum Dancer